# Cleisostomopsis elytrigera
Cleisostomopsis elytrigera är en orkidéart som först beskrevs av Gunnar Seidenfaden, och fick sitt nu gällande namn av Dariusz Lucjan Szlachetko. Cleisostomopsis elytrigera ingår i släktet Cleisostomopsis, och familjen orkidéer.
Artens utbredningsområde är Thailand. Inga underarter finns listade i Catalogue of Life.